# Stygnomma bispinatum
Espèce
Stygnomma bispinatum est une espèce d'opilions laniatores de la famille des Stygnommatidae.

## Distribution
Cette espèce est endémique du Mexique. Elle se rencontre au Chiapas et au Veracruz.

## Description
Le mâle holotype mesure 2,7 mm.
La femelle décrite par Goodnight et Goodnight en 1954 mesure 2,5 mm.

## Systématique et taxinomie
Cette espèce a été décrite par Goodnight et Goodnight en 1953.

## Publication originale
- (en) Goodnight et Goodnight, « The opilionid fauna of Chiapas, Mexico, and adjacent areas (Arachnoidea, Opiliones) », American Museum Novitates, no 1610,‎ 1953, p. 1-81 (lire en ligne)